# Quintela de Lampaças
Quintela de Lampaças es una freguesia portuguesa del municipio de Braganza, con 19,75 km² de superficie y 285 habitantes (2001). Su densidad de población es de 14,4 hab/km².